# Austin FC

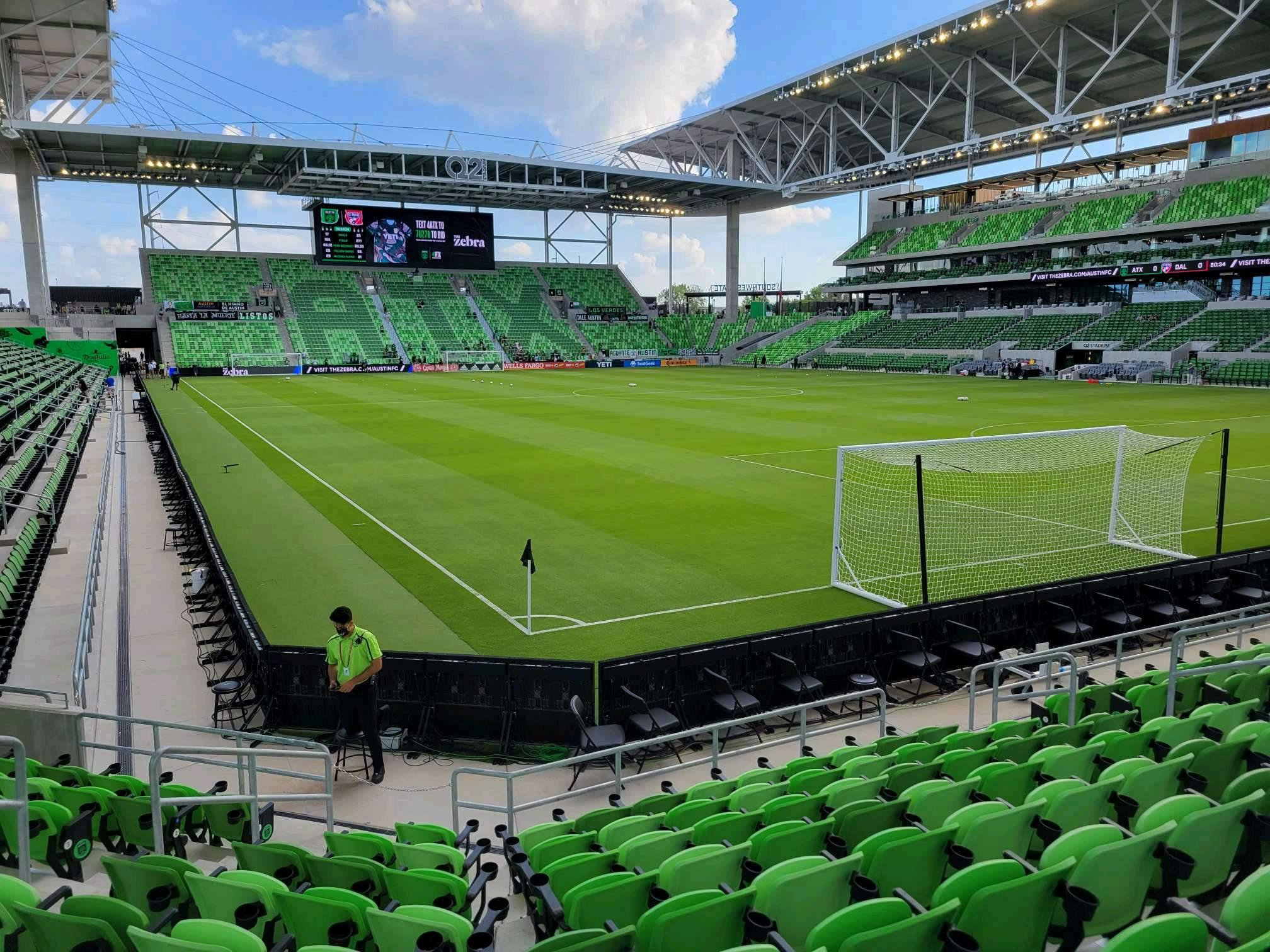
Wnętrze Q2 Stadium

Austin FC – amerykański klub piłkarski z miasta Austin w Teksasie. W sezonie 2023 występuje w rozgrywkach Major League Soccer. Został założony w 2020 roku.

## Stadion i władze klubu
Źródło:.
Nazwa stadionu: Q2 Stadium
Pojemność stadionu: 20 500
Główny trener:  Josh Wolff
Asystenci trenera:  Rodrigo Ríos,  Davy Arnaud,  Nolan Sheldon
Trener bramkarzy:  Preston Burpo
Trener przygotowanie fizycznego:  David Tenney
Dyrektor sportowy:  Claudio Reyna
Właściciel:  Anthony Precourt
Inwestor:  Matthew McConaughey
Szef skautingu:  Manuel Junco

## Występy w MLS
Źródło:.
| Sezon | Pozycja | Punkty | Bramki |
| ----- | ------- | ------ | ------ |
| 2021  | 24      | 31     | 35:56  |
| 2022  | 4       | 56     | 65:49  |
| 2023  | 25      | 39     | 49:55  |
| 2024  |         |        |        |

## Obecny skład
Źródło:.
Stan na 10 lutego 2023
| Nr | Poz. | Piłkarz                  |
| -- | ---- | ------------------------ |
| 1  | BR   | Brad Stuver              |
| 3  | OB   | Jhohan Romaña            |
| 4  | OB   | Kipp Keller              |
| 5  | PO   | Jhojan Valencia          |
| 6  | PO   | Daniel Pereira           |
| 7  | PO   | Emiliano Rigoni          |
| 8  | PO   | Alexander Ring (kapitan) |
| 9  | NA   | Gyasi Zardes             |
| 10 | PO   | Sebastián Driussi        |
| 11 | NA   | Rodney Redes             |
| 12 | BR   | Damian Las               |
| 13 | PO   | Ethan Finlay             |
| 14 | PO   | Diego Fagúndez           |
| 15 | OB   | Leo Väisänen             |
| 16 | PO   | Hector Jiménez           |

| Nr | Poz. | Piłkarz               |
| -- | ---- | --------------------- |
| 17 | OB   | Jon Gallagher         |
| 18 | OB   | Julio Cascante        |
| 19 | NA   | CJ Fodrey             |
| 20 | BR   | Matt Bersano          |
| 21 | OB   | Adam Lundqvist        |
| 22 | PO   | Sofiane Djeffal       |
| 23 | OB   | Žan Kolmanič          |
| 24 | OB   | Nick Lima             |
| 26 | OB   | Charlie Asensio       |
| 28 | NA   | Alfonso Ocampo-Chavez |
| 29 | NA   | Will Bruin            |
| 31 | OB   | Amro Tarek            |
| 33 | PO   | Owen Wolff            |
| 37 | NA   | Maxi Urruti           |